# Junction City (Georgia)
Junction City – miasto w Stanach Zjednoczonych, w stanie Georgia, w hrabstwie Talbot.